# 大聖遺音

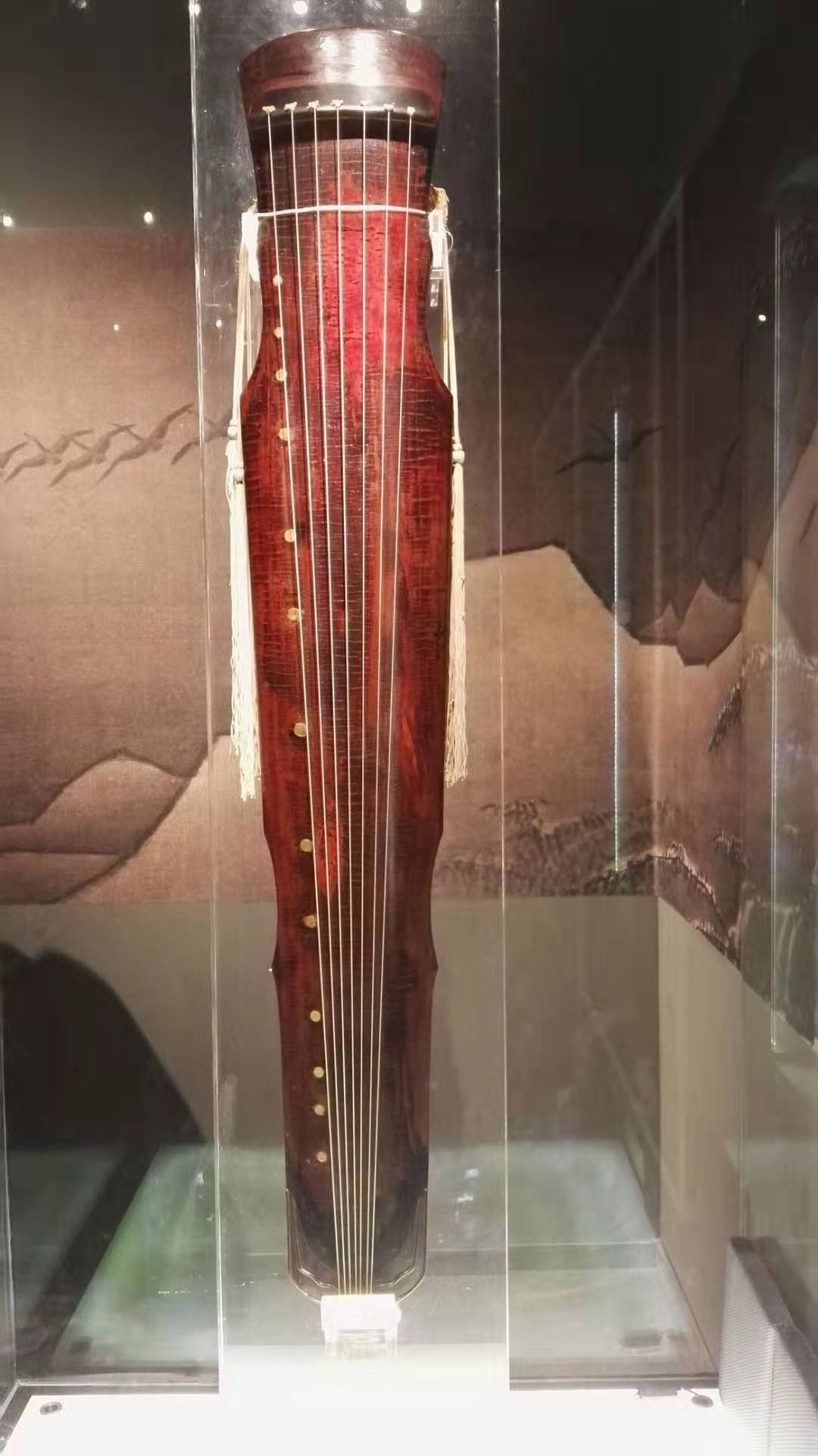
故宮博物院藏大聖遺音琴面

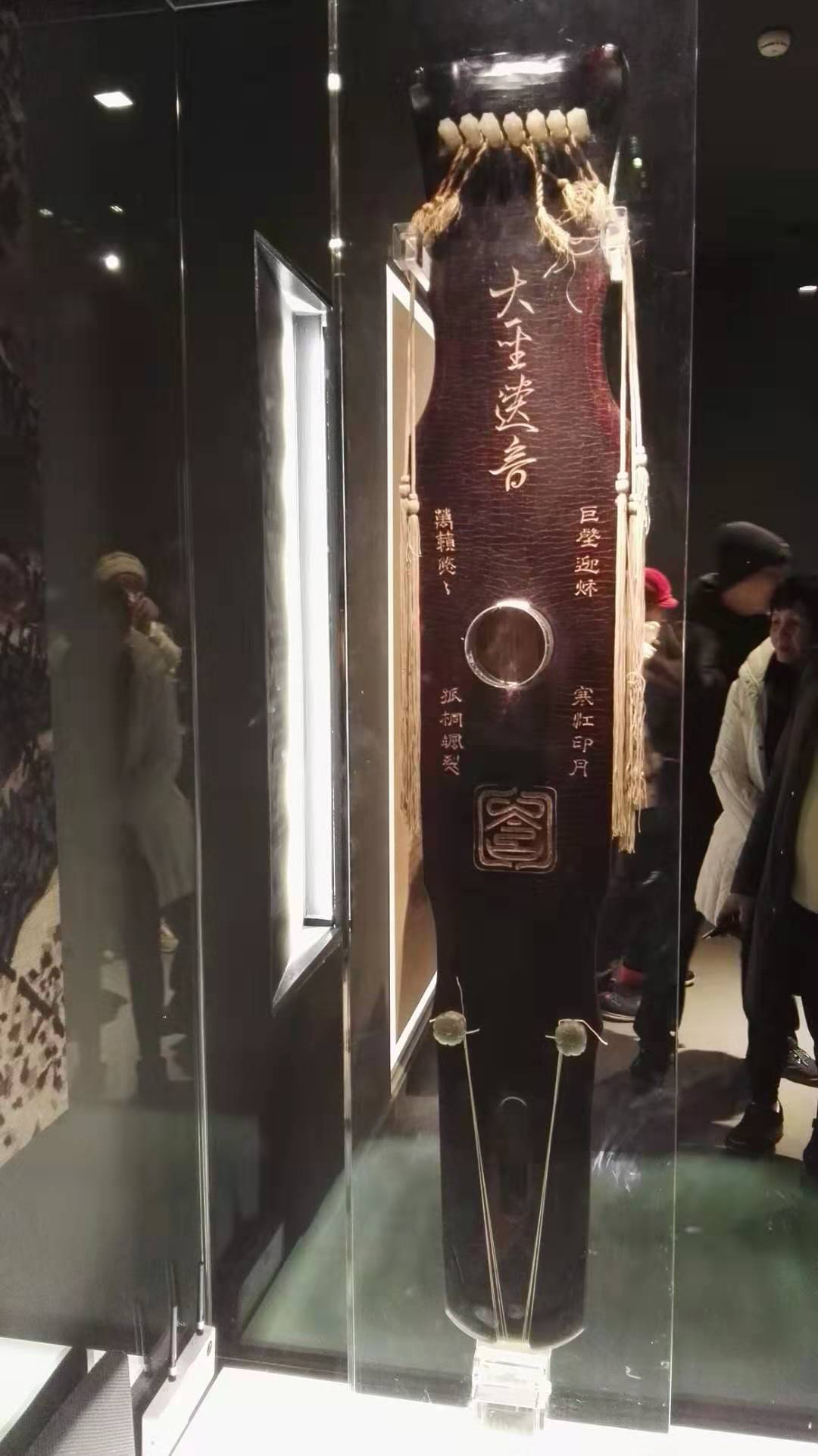
故宮博物院藏大聖遺音底板

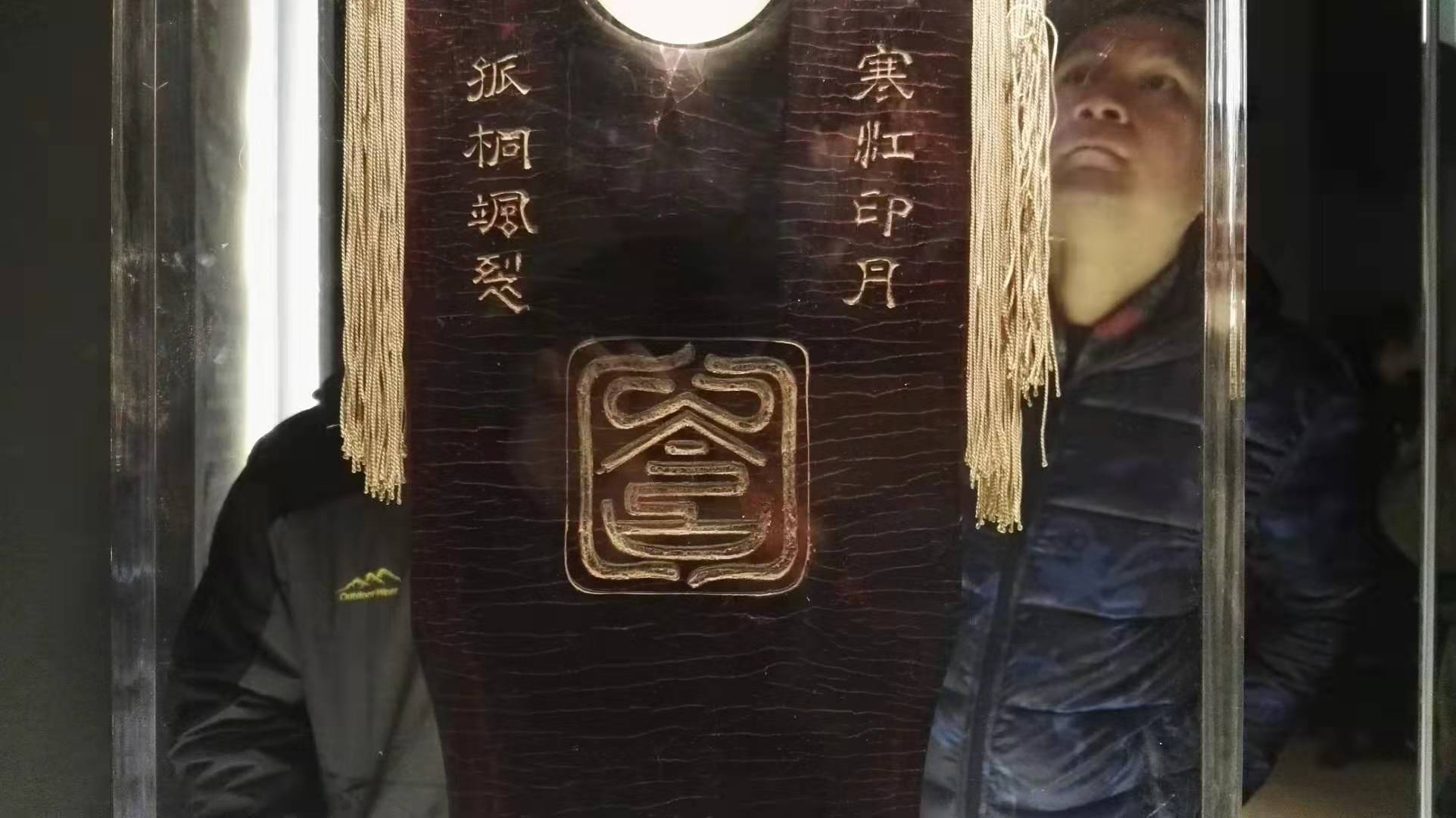
故宮博物院藏大聖遺音底板刻款

大聖遺音是唐朝肅宗元年（756年）時由四川斫琴世家雷氏為皇室斫成的古琴，現存兩床，其中一床原為王世襄所藏，2003年以891萬人民幣成交，是當時拍賣價最高的古琴，後在2011年以1.15億人民幣的價格再次拍賣，這個價格僅次於1.3664億的宋琴松石間意；另一床藏於北京故宮博物院。其名取自王符《潜夫論·潜嘆》中的“昔唐堯之大聖也，聪明宣昭。虞舜之大聖也，德音發聞。”

## 伏羲式
此大聖遺音屬伏羲式、由桐木斫製，尺寸不詳，以鹿角霜為灰胎，髤紫漆，金徽玉軫，龍池為圓形，鳳沼為橢圓形。通體蛇腹斷，琴額有冰紋斷。琴腹龍池上方刻草書“大聖遺音”，內刻隸書年款“至德丙申”，兩側刻隸書“嶧陽之桐，空桑之材，鳳鳴秋月，鶴舞瑤臺”，龍池下方是方印“困學”和“玉振”，其中“困學”印還見於其他五床現存的唐琴，只有“玉振”是僅見於此。所有字、印除去年款以外皆髹金。琴軫和琴足製於明，質地為青玉。
該床琴自唐朝以來沒有經過大修，傳世琴中十分難見。管平湖認為這床琴是現存唯一具備《琴操》中琴應該有的“九德”，即“奇、古、透、潤、靜、圓、勻、清、芳”者。

### 歷史
楊時百的《琴學叢書·藏琴錄·籠門寒玉》曾記載：“西園主人（溥侗）因‘大聖遺音’‘玉振’印上有印方寸‘困學’二字，定為鲜于伯機印，或‘玉振’亦鲜于氏印也。”但鄭珉中認為此說過於武斷，他認為“玉振”一定不是鮮于氏印，其它刻有此印的琴也看不出和鲜于氏有什麼關係。
近代有跡可循的收藏家最早為琴人錫寶臣，之後可能是在1946年至1948年間王世襄、袁荃猷夫婦以“飾物三件及日本版《唐宋元明名畫大觀》，再加翠戒指三枚”從其孫章則川處換得。 當時琴的情況很差，由管平湖替王世襄聘請銅器修復家高英製作銅套，又請金禹民刻：“世襄、荃猷，鬻書典釵，易此枯桐”，由管平湖安裝、修復。 2003年11月以891萬人民幣的價格刷新當年九霄環佩創下的古琴拍賣紀錄，2011年5月22日在嘉德春拍中再次成交，價格達1.15億，僅次於1.3664億的宋琴松石間意。在拍賣舉行前的《“高山流水”——古琴艺术展》上，曾由琴家成公亮彈奏此琴。

## 神農式
神農式的大聖遺音現藏於故宮博物院。琴長120（47英寸），肩寬20.5（8.1英寸），尾寬13.4（5.3英寸）。桐木製，髹栗殼色漆、其上罩有黑漆，還有朱漆補綴期間。斷紋為蛇腹間牛毛斷紋。龍池兩側刻“巨壑迎秋，寒江印月。萬籁悠悠，孤桐颯裂”。其他形制均與前者相同。
清朝時藏於宮中，但具体的历史已經無法查證。在清宮南庫中因久無人打理而積滿水鏽，清宮善後委員會清點時標記為“破琴一張”，編號崑字一〇七號。幾十年後在1947年由於故宮博物館任職的王世襄發現，并轉入珍寶庫。1949年他得到館長馬衡批准，將此琴交由管平湖修復。

## 外部連結
- 北京故宮藏大聖遺音 （页面存档备份，存于）